# الطريق إلى إسطنبول
الطريق إلى إسطنبول (بالإنجليزية: Road to Istanbul)‏ هو فيلم درامي فرنسي-جزائري من إخراج رشيد بوشارب سنة 2016.
عًرض الفيلم في جزء البانوراما بـ«مهرجان برلين السينمائي الدولي».، تم اختيار الفيلم للتنافس على جوائز الأوسكار لعام 2018، في فئة «أفضل فيلم أجنبي».
صُوّر الفيلم ببلجيكا وإسطنبول والجزائر.

## القصة
تلعب الممثلة البلجيكية «أستريد ويتنال» دور أم عزباء تعيش في الريف البلجيكي مع ابنتها إلودي (18 عاما) التي تقوم بدورها الممثلة «بولين برليت».
تنقلب حياة الأم إليزابيث عندما تختفي ابنتها، وتكتشف بعد ذلك أنها سافرت مع صديقها للانضمام لـ«داعش» في سوريا.

## روابط خارجية
- الطريق إلى إسطنبول على موقع IMDb (الإنجليزية)
- الطريق إلى إسطنبول على موقع ألو سيني (الفرنسية)
- الطريق إلى إسطنبول على موقع أول موفي (الإنجليزية)
- الطريق إلى إسطنبول على موقع فيلمافينيتي (الإسبانية)
- الطريق إلى إسطنبول على موقع قاعدة بيانات الفيلم (الإنجليزية)
- الطريق إلى إسطنبول على موقع ليتربوكسد (الإنجليزية)
- الطريق إلى إسطنبول على موقع كينوبويسك (الروسية)